# La Guerre (Albert-Birot)
Pour les articles homonymes, voir La Guerre.
La Guerre est un tableau réalisé par le peintre français Pierre Albert-Birot en 1916. Cette huile sur toile est conservée au musée national d'Art moderne, à Paris.
Œuvre non figurative, composée essentiellement de formes géométriques en couleurs, se situe selon Nathalie Ernoult « à la charnière du futurisme, du cubisme orphique et du simultanéisme».

## Genèse
En 1916, au contact du peintre futuriste Gino Severini, et du peintre cubiste Serge Férat, Pierre Albert-Birot, peintre et sculpteur de formation néoclassique, se tourne vers le cubisme et l'abstraction. Il raconte avec naïveté cette conversion suivie d'un abandon brutal de l'activité picturale :

« Un soir je me suis dit, pourquoi ne ferait-on de la peinture avec des formes géométriques comme le musicien compose avec des notes ? J'ai réalisé un tableau abstrait sur la guerre, « essai d'expression plastique », et le lendemain, j'ai tout vendu, chevalet, tubes et pinceaux. »

Le tableau est le fruit de longues recherches. Vingt-deux études et esquisses conservées par le Musée national d'Art moderne permettent d'en suivre l'évolution. Elle demeure la principale œuvre abstraite de son auteur.

## Analyse de l’œuvre
« Toile obsédante avec des formes géométriques se répétant, des lignes courbes qui tranchent avec dureté sur le fond, signifiant le monde cloisonné et étanche de la guerre », selon Yves Seraline, cette œuvre marque le commencement d'une trajectoire vers la modernité, de même qu'elle marque la fin de la carrière d'Albert-Birot comme peintre. Pour Daniel Abadie, c'est « une des seules expériences quasi-futuristes tentées dans la peinture française ». Debra Kelly y voit une « matrice de création » contenant en germes les esthétiques qu'Albert-Birot allait développer ensuite dans sa poésie.

## Expositions
- Pierre Albert-Birot, Musée d'Angoulême, juin à novembre 1969
- Le Cubisme, Centre national d'art et de culture Georges-Pompidou, Paris, 2018-2019.